# Cantone di Le Mortainais
Il Cantone di Le Mortainais è una divisione amministrativa dell'Arrondissement di Avranches.
È stato costituito a seguito della riforma approvata con decreto del 25 febbraio 2014, che ha avuto attuazione dopo le elezioni dipartimentali del 2015.

## Composizione
Comprende i seguenti 27 comuni:
- Barenton
- Beauficel
- Bion
- Brouains
- Chaulieu
- Ferrières
- Fontenay
- Le Fresne-Poret
- Gathemo
- Ger
- Heussé
- Husson
- Mortain
- Le Neufbourg
- Notre-Dame-du-Touchet
- Perriers-en-Beauficel
- Romagny
- Saint-Barthélemy
- Saint-Clément-Rancoudray
- Saint-Cyr-du-Bailleul
- Saint-Georges-de-Rouelley
- Saint-Jean-du-Corail
- Sainte-Marie-du-Bois
- Sourdeval
- Le Teilleul
- Vengeons
- Villechien